# Родольфо де Сорсі
Родольфо де Сорсі (ісп. Rodolfo de Zorzi, 27 червня 1921, Росаріо — 12 січня 1995, Санта-Фе) — аргентинський футболіст, що грав на позиції захисника за клуби «Росаріо Сентраль» та «Бока Хуніорс», а також національну збірну Аргентини, у складі якої — чемпіон Південної Америки 1945 року.

## Клубна кар'єра
Народився 27 червня 1921 року в місті Росаріо. Вихованець футбольної школи місцевого «Росаріо Сентраль». Дорослу футбольну кар'єру розпочав 1941 року в основній команді того ж клубу, в якій провів чотири сезони, взявши участь у 103 матчах чемпіонату. Більшість часу, проведеного у складі «Росаріо Сентраль», був основним гравцем захисту команди.
1945 року перейшов до «Бока Хуніорс», за який відіграв ще чотири сезони. Граючи у складі «Бока Хуніорс» також здебільшого виходив на поле в основному складі команди. Завершив професійну кар'єру футболіста виступами за його команду у 1948 році.

## Виступи за збірну
Протягом 1945 року провів сім матчів у складі національної збірної Аргентини. Зокрема був у її складі учасником тогорічного чемпіонату Південної Америки в Чилі, на якому здобув з партнерами по команді титул континентальних чемпіонів.
Помер 12 січня 1995 року на 74-му році життя у місті Санта-Фе.

## Титули і досягнення
- Переможець чемпіонату Південної Америки (1):

Аргентина: 1945